# Rhacognathus
Rhacognathus  (лат.) — род полужесткокрылых (подотряда клопов) из семейства настоящих щитников, подсемейства Asopinae.

## Описание
Второй сегмент усиков почти равен третьему. Тело выпуклое. Голени посередине жёлтые, на обоих концах чёрные. Хищники.

## Систематика
В составе рода четыре вида:
- Rhacognathus americanus Stål, 1870
- Rhacognathus callosus Horváth, 1903
- Rhacognathus corniger Hsiao & Cheng in Hsiao et al, 1977
- Rhacognathus punctatus (Linnaeus 1758) — Щитник ивовый[3]

## Распространение
Представители род встречаются Евразии и Северной Америке.